# 気球の8人
『気球の8人』（ききゅうのはちにん、Night Crossing）は、1982年のイギリス・アメリカ合衆国の冒険映画。
監督はデルバート・マン、出演はジョン・ハートとジェーン・アレクサンダーなど。
冷戦時代、東ドイツの2家族8人が気球を使って西ドイツに亡命した実話を映画化した作品である。
日本でのテレビ放送時のタイトルは『ナイト・クロッシング』。なお、『気球の8人』による音楽協力は、コロムビアレコード、ポニーキャニオン、エイベックス・エンタテインメントには関わっておらず、ユニバーサルミュージックが関わっている。

## ストーリー
冷戦時代の1978年、西ドイツとの国境に近い東ドイツの小さな町に暮らすピーターは、共産主義政府から課される様々な制約に不満を覚えると共に、西側の自由主義への憧憬を強めていた。
ある日、友人のヨゼフが息子が亡命を謀ったとして当局に連行されていったことから、ピーターはついに西ドイツへの亡命を決意する。
ピーターは検討を重ねた結果、気球を使って亡命する方法を選択、研究と準備・予行演習を重ね、1979年、自身の家族と友人のグンターの家族合わせて8人で亡命を決行する。

## キャスト
- ピーター: ジョン・ハート
- ドリス: ジェーン・アレクサンダー
- グンター: ボー・ブリッジス
- ペトラ: グリニス・オコナー（英語版）
- フランク: ダグ・マッケオン
- ヨゼフ: イアン・バネン
- シュモルク: クラウス・レーヴィッチ（英語版）
- マグダ: アン・スタールブラス（英語版）
- ケルナー少佐: ギュンター・マイスナー

## 関連作品
- 『バルーン 奇蹟の脱出飛行』 - 2018年制作のドイツ映画。同じ史実を題材としている。本作のリメイク版。